# Taryn Szpilman
Taryn Kern Szpilman (Rio de Janeiro, 1978) é uma cantora, compositora de jazz e blues e dubladora brasileira. Ficou conhecida por dublar a rainha Elsa na animação musical da Disney, Frozen.

## Biografia
De origem russa, alemã, polonesa e herdeira da família que tem como nome ilustre o pianista Wladyslaw Szpilman (biografado por Roman Polanski em O Pianista, de 2002), a cantora Taryn Szpilman representa a quinta geração musical da família.  É filha de um dos fundadores da tradicional big band Rio Jazz Orchestra, Marcos Szpilman.
No início dos anos 2000, Taryn atuou como vocalista da Rio Jazz Orchestra e participou, com Marcio Lomiranda e Paulo Rafael, da banda Eletro Fluminas.
Em 2003, lançou o CD homônimo Taryn, marcando o lançamento de sua carreira solo, com composições inéditas de grandes nomes nacionais influenciados pelo blues, como Zeca Baleiro e Frejat, que também participa do CD cantando e tocando com Taryn na faixa "Longo Adeus", de sua autoria.
Em 2008 lançou Bluezz, sua primeira coletânea de sucessos dos grandes nomes do gênero blues-jazz com arranjos inovadores.
No Rock in Rio 2011 lançou o CD Negro Blue e o volume II de Bluezz. O repertório de ambos os CDs, produzidos por Claudio Infante, que já havia tocado com BB King, traz canções de compositores e intérpretes que influenciaram musicalmente a cantora desde o princípio de sua carreira, tais como Aretha Franklin, Janis Joplin, Billie Holiday, Jimi Hendrix, George Gershwin, Nina Simone, Stevie Wonder, Led Zeppelin, Etta James, Muddy Waters e Ray Charles.
Com vasta experiência como intérprete, Taryn frequentou todos os grandes festivais de bazz & blues no Brasil e no exterior, como o de Montreux. Também passou uma temporada em Los Angeles gravando um CD produzido pelo legendário Andy Summers, guitarrista da banda The Police.
Taryn atuou na TV, publicidade e cinema em produções da Disney, Rede Globo e Globo Filmes, em suas novelas e musicais. Entre seus recentes trabalhos destacam-se canções para o filme Piratas do Caribe: Navegando em Águas Misteriosas (Disney), as novelas O Astro (Globo) e Viver a vida (Globo), programa Som Brasil: Tim Maia (Globo), minissérie Maysa (Globo), Programa Sarau (Globo News) e quatro apresentações no Programa do Jô desde 2003, entre outros programas.
Em 2013, recebeu o convite para dublar a protagonista do musical animado da Disney Frozen. Sua dublagem como a rainha Elsa na animação, incluindo a versão lusófona da canção vencedora do Oscar "Let It Go" ("Livre Estou"), foi bem recebida pelo público e crítica. Taryn voltaria ao papel na continuação Frozen 2.
Taryn esteve na direção artística da Rio Jazz Orchestra, ao lado do marido, o renomado baterista e produtor musical Cláudio Infante. O casal tem duas filhas.

## Filmografia
| Ano  | Título                                            | Papel                           | Notas                                           |
| ---- | ------------------------------------------------- | ------------------------------- | ----------------------------------------------- |
| 2004 | Nem que a Vaca Tussa                              | -                               | Canções de fundo                                |
| 2005 | Ben 10 (2005)                                     | -                               | Canção de abertura                              |
| 2011 | Piratas do Caribe: Navegando em Águas Misteriosas | Sereia (dublagem)               | Dublagem Musical                                |
| 2013 | Toy Story de Terror                               | Gata (dublagem)                 | Protagonista                                    |
| 2013 | Frozen - Uma Aventura Congelante                  | Rainha Elsa (dublagem)          | Protagonista                                    |
| 2015 | Frozen: Febre Congelante                          | Rainha Elsa (dublagem)          | Protagonista; Curta-metragem                    |
| 2016 | Zootopia - Essa Cidade é o Bicho                  | Fru Fru (dublagem)              |                                                 |
| 2016 | X-Men: Apocalipse                                 | Magda (dublagem)                | atriz Carolina Bartczak                         |
| 2016 | Grey's Anatomy                                    | Meredith Grey                   | Protagonista; episódios 11.15 e 11.16 (Netflix) |
| 2017 | Steven Universo                                   | Diamante Amarelo                | Dublagem Musical                                |
| 2017 | A Guarda do Leão                                  | Mpishi (dublagem)               |                                                 |
| 2017 | Olaf: Em Uma Nova Aventura Congelante de Frozen   | Rainha Elsa (dublagem)          | Protagonista                                    |
| 2019 | WiFi Ralph                                        | Rainha Elsa (dublagem)          | Participação                                    |
| 2019 | Steven Universo - O Filme                         | Diamante Branco                 | Dublagem Musical                                |
| 2020 | Frozen 2                                          | Rainha Elsa (dublagem)          | Protagonista                                    |
| 2022 | Zootopia +                                        | Fru Fru (dublagem)              |                                                 |
| 2024 | Wicked                                            | Uma das Sábias de Oz (dublagem) | Dublou a Idina Menzel                           |

## Discografia
Com Eletro Fluminas
- 2001 - Eletro Fluminas

Com Rio Jazz Orchestra
- 2001 - Tributos
- 2003 - Tributo à Billie Holiday
- 2005 - Divas do Jazz

Solo
- 2003 - Taryn (Grav. Hits)
- 2008 - Bluezz (Grav. Blues Time Records)
- 2011 - Negro Blue (Grav. Blues Time Records & Niterói Discos)
- 2011 - Bluezz vol. 2 (Grav. Blues Time Records & Niterói Discos)
- 2016 - Nouveau Vintage Café (Sonora Música)